# Ascogaster transparipennis
Ascogaster transparipennis är en stekelart som beskrevs av Ji och Chen 2003. Ascogaster transparipennis ingår i släktet Ascogaster och familjen bracksteklar. Inga underarter finns listade.